# José Luis Pérez Sánchez-Cerro
José Luis Néstor Pérez y Sánchez-Cerro (Lima, 26 de febrero de 1950 - Lima, 26 de octubre de 2024) fue un diplomático, abogado, escritor y destacado especialista internacional en derechos humanos peruano.
Participó como conferenciante invitado en materias de derecho internacional, derecho internacional de los derechos humanos, derecho internacional humanitario, política internacional y relaciones internacionales.

## Estudios realizados
Nació en Lima en 1950. Fue nieto del expresidente del Perú, Luis Miguel Sánchez Cerro.
Ingresó a la Universidad Nacional Mayor de San Marcos para estudiar Derecho, graduándose de posteriormente de abogado.
Ingresó a la Academia Diplomática del Perú, en la cual se graduó como licenciado en Relaciones Internacionales y diplomático de carrera. Realizó su maestría en Relaciones Internacionales con mención en Derecho de los Tratados, tesis summa cum laude, en la Academia Diplomática del Perú
Fue doctor en Sociología Jurídica e Instituciones Políticas por la Universidad Externado de Colombia y recibió un doctorado en Ciencias Políticas por la Universidad Central de Venezuela.
Realizó también estudios de Derecho internacional en la Academia de Derecho Internacional de La Haya, Países Bajos y en el Comité Jurídico Interamericano en Río de Janeiro, Brasil. De la misma manera, siguió cursos sobre Derechos Humanos en el Instituto Internacional de Derechos Humanos de la Universidad de Estrasburgo, Francia y sobre Relaciones Internacionales en la School of Advanced International Studies de la Universidad Johns Hopkins, Washington D. C..

## Carrera política
A los 16 años, ingresó al Partido Aprista, en el cual fue discípulo de Víctor Raúl Haya de la Torre.
En 1967 fue secretario de organización de la juventud aprista y luego delegado. Fue miembro del Buró de Conjunciones de Haya de la Torre, en el cual se encargó de la coordinación internacional del partido y luego fue Subsecretario de Relaciones Culturales con el exterior.  
En el APRA fundó el Comité Aprista de Washington y en 1984 fue miembro de la Comisión de Relaciones Exteriores del Comisión Nacional de Plan de Gobierno del APRA, con el que postuló Alan García a la Presidencia de la república en las elecciones generales de 1985.

## Carrera diplomática
Ingresó en el Servicio Diplomático del Perú el 1 de enero de 1975.
Su primera misión diplomática como Tercer Secretario fue en la Representación Permanente del Perú en la Organización de los Estados Americanos (OEA), en la cual también estuvo como Segundo Secretario.
Fue primer secretario en la Embajada del Perú en los Estados Unidos de América. Fue ministro consejero en las embajadas del Perú en Venezuela, Costa Rica, España y ministro en la embajada en Suecia. Fue cónsul general del Perú en Machala, Ecuador.
En la Cancillería fue asesor del viceministro de relaciones Exteriores, funcionario en la Dirección de Asuntos Políticos y Diplomáticos, subdirector de Asuntos Legales y Jefe de Estudios Jurídicos y Jefe de Gabinete del Ministro de Relaciones Exteriores.
De 2001 a 2002 fue director de Derechos Humanos y Asuntos Sociales del Ministerio de Relaciones Exteriores.
De 2003 a 2004 fue Subsecretario de Asuntos Multilaterales del Ministerio de Relaciones Exteriores. En 2004 pasó a ser Subsecretario para Asuntos de América.
A finales de 2004 fue nombrado como Embajador del Perú en Colombia, cargo que asumió en enero de 2005 y en el que permaneció hasta 2006.
De 2006 a 2009 fue Embajador del Perú en España y embajador concurrente en Andorra.
Fue miembro del Comité de Derechos Humanos de las Naciones Unidas (1 de enero de 2007 al 31 de diciembre de 2010).
El 16 de marzo de 2009, Pérez Sánchez-Cerro fue elegido vicepresidente del Comité de Derechos Humanos de las Naciones Unidas para el período 2009-2010.
De 2009 a 2011 fue embajador del Perú en Alemania.
Desde el 1 de enero de 2011 hasta noviembre del 2012 se desempeñó como Secretario General del Ministerio de Relaciones Exteriores de su país.
De noviembre de 2012 fue nombrado como Embajador del Perú en Argentina, cargo en el que estuvo hasta febrero de 2018. Fue posteriormente Secretario General de la Comisión Permanente del Pacífico Sur (2022-2026), elegido por los gobiernos de Ecuador, Colombia, Chile y Perú
Falleció en Lima el 26 de octubre de 2024 a los 74 años.

## Otros cargos
- Viceministro de la presidencia en el primer gobierno de Alan García.
- Fue asesor para asuntos internacionales de la Presidencia del Senado de la República.
- Ha sido vicepresidente del Consejo Nacional de Derechos Humanos.
- Ha sido vicepresidente de la Comisión Nacional de Derecho Internacional Humanitario.
- Invitado en su condición de experto por la Comisión de Reforma Constitucional del Congreso de la República (2002) para los capítulos de Derechos Humanos y Derecho de los Tratados.
- Miembro del Grupo de Trabajo Anticorrupción del Ministerio de Justicia. (2004).
- Miembro del Instituto de Derechos Humanos del Perú.

## Actividades en materia de derechos humanos
- Miembro y Vicepresidente del Comité de Derechos Humanos de las Naciones Unidas (período 2007-2010).
- Fue director general de Derechos Humanos y Asuntos Sociales del Ministerio de Relaciones Exteriores del Perú.
- Ha sido Vicepresidente del Consejo Nacional de Derechos Humanos del Perú
- Ha sido Vicepresidente de la Comisión Nacional de Derecho Internacional Humanitario del Perú.
- Fue invitado en su condición de experto por la Comisión de Reforma Constitucional del Congreso de la República del Perú (2002) para los capítulos de Derechos Humanos y Derecho de los Tratados.
- Ha sido delegado del Perú en numerosas reuniones y conferencias internacionales de las Naciones Unidas, de la OEA y en reuniones internacionales de derechos humanos y derecho internacional humanitario.
- Miembro del Instituto de Derechos Humanos del Perú (IDH).

## Docencia
Este diplomático, dentro de sus múltiples actividades ha ejercido como:
- Profesor en la Maestría de Relaciones Internacionales de la Escuela de Gobierno de la Universidad San Martín de Porres, en el curso de “Protección Internacional de los Derechos Humanos.
- Profesor de “Introducción a las Ciencias Jurídicas” de la Academia Diplomática del Perú.
- Profesor Asistente de Derecho Diplomático en la Facultad de Derecho de la Universidad Nacional Mayor de San Marcos.
- Profesor Honorario del LIII Curso de Altos Estudios Internacionales en la Sociedad de Estudios Internacionales, Madrid.

## Instituciones a las que pertenece
- Asociación de Funcionarios Diplomáticos del Perú, Lima, de la que fue su presidente.
- Asociación Nacional de Abogados Extranjeros (NAFA), Miami.
- Federación Interamericana de Abogados, Washington D. C..
- Ilustre Colegio de Abogados de Lima.
- Miembro Titular de la Sociedad Peruana de Derecho Internacional.
- Miembro de la Comisión de Derechos Humanos y Derecho Internacional Humanitario del Ilustre Colegio de Abogados de Lima.
- Miembro de Número de la Academia Interamericana de Derecho Internacional y Comparado.
- Miembro de la Academia Hispanoamericana de Letras y Ciencias de Colombia.
- Miembro de Mérito de la Fundación Carlos III, Madrid.
- Miembro Honorario de la Sociedad Bolivariana de Colombia.
- Real Academia de Jurisprudencia y Legislación, Madrid.
- Vicepresidente de la Comisión Nacional para el Estudio y Aplicación del Derecho Internacional Humanitario (CONADIH).
- Miembro de Honor del Instituto Nacional San Martiniano , Buenos Aires Argentina.

## Condecoraciones y distinciones
- Orden al Mérito por Servicios Distinguidos en el grado de Gran Cruz, otorgada por el Presidente de la República del Perú.
- Orden de la Democracia Simón Bolívar en el Grado de Gran Cruz, otorgada por la Cámara de Representantes de Colombia.
- Orden de San Carlos en el Grado de Gran Cruz, otorgada por el Gobierno de Colombia.
- Orden Militar de la Defensa Nacional de Venezuela, otorgada e impuesta por el presidente de la República de Venezuela.
- Medalla del Congreso del Perú.
- Presidente Honorario de la Asociación de Diplomáticos en Costa Rica.
- Caballero Gran Cruz de la Orden del Águila de Georgia y la Túnica Inconsútil de Nuestro Señor Jesucristo.
- Caballero Gran Cruz de la Orden Imperial de Carlos V de España.
- Expresidente de la Asociación de Funcionarios del Servicio Diplomático del Perú.
- Gran Cruz Excelencia Académica de la Academia Hispanoamericana de Letras y Ciencias de Colombia.
- Palmas Sanmartinianas (Instituto Nacional Sanmartiniano, Presidencia de la Nación, Argentina).
- Premio Derechos Humanos del Colegio de Abogados de Lima en 2012.

## Publicaciones
- “Cien años de Relaciones Diplomáticas entre el Perú y Japón”. 1972
- “La Condición Jurídica de los Cónsules”. 1974.
- Numerosos artículos sobre derecho internacional, derechos humanos y política exterior